# Конститутивна земља
Конститутивна земља је земља која је дио већег политичког ентитета, као што је суверена држава. Термин конститутивна земља нема дефинисано правно значење, већ се користи за једноставно описивање земље која је конститутивни дио нечег другог.

## У унитарним државама

### Данска
Данско краљевство се састоји од три конститутивна дијела, од којих се сваки у одређеним ситуацијама назива земљом:
| Земља         | Главни град | Суверена држава  |
| ------------- | ----------- | ---------------- |
| Данска        | Копенхаген  | Краљевина Данска |
| Фарска острва | Торсхавн    | Краљевина Данска |
| Гренланд      | Нук         | Краљевина Данска |

Терминологија није устаљена. Фарска Острва се често називају „самоуправном територијом” или сличним називом од стране предсједника Владе Фарских Острва и министарства спољних послова Данске. У Данско/Фарском закону из 2005. године, фарска влада се наводи као равноправан партнер данској влади.

### Француска
Статус прекоморске заједнице Француске Полинезије је промењен 2004. у статус „прекоморске државе унутар Републике“ (pays d'outre-mer au sein de la République). Касније је Уставни савет Француске пресудио да се ради о промени назива а не о уставној промени статуса.

### Холандија
Од 10. октобра 2010. Краљевина Холандија се састоји од четири државе:
- Ужа Холандија (која се састоји од 12 провинција у Европи и три специјалне општине у Карибима)
- Аруба
- Курасао
- Свети Мартин

Свака од ових територија је јасно означена као земља (land) у Статуту за Краљевину Холандију. Холандска Влада доследно у друге језике назив ових територија преводи као држава.

### Нови Зеланд
Краљевство Нови Зеланд се састоји од три дела који се обично називају државама:
- Ужи Нови Зеланд
- Кукова Острва
- Нијуе

Статус ових територија није дефинисан у правним актима.

### Уједињено Краљевство
Уједињено Краљевство се састоји од четити конститутивне државе:
- Енглеска
- Шкотска
- Велс
- Северна Ирска

Уједињено Краљевство је, међутим, унитарна држава а не персонална унија. Кнежевина Велс је нестала 1542, Краљевина Енглеска и Краљевина Шкотска 1707. године а Краљевина Ирска 1801. (или законски 1953) године. Реч држава се не користи у свим актима којима је формирана савремена заједница. Посебно је контроверзно коришћење термина држава према Северној Ирској која је настала поделом Ирске 1921. године.
Северна Ирска је имала одвојени парламент од 1921. до 1973, скупштину од 1973. до 1974. и од 1982. до 1986. и од 1999. до данас. Након референдума у Шкотској и Велсу 1997. формиране су одвојене извршне власти у Шкотској и Велсу али не и у Енглеској која је под директном управом Парламента Уједињеног Краљевства.
У одређеним спортовима користи се назив Home Nations али он понекад укључује и целу Ирску.

## У савезним државама

### Совјетски Савез
Совјетски Савез је Уставом био дефинисан као слободни савез Совјетских Социјалистичких Република. У реалности Савез је био попут унитарне државе.

### Немачка и Аустрија
Државе Немачке и Аустрије се називају „Савезне земље“ (Bundesländer) и „Државе чланице“ (Gliedstaaten) на немачком. Ови називи сугеришу суверенитет у рангу америчких држава (states, на немачком Bundesstaaten или Gliedstaaten). Оне, међутим, нису државе у сопственом праву и зато се у другим језицима обично називају покрајинама, како би се избегла забуна.